# پرووایدنس (ایندیانا)
پرووایدنس (به انگلیسی: Providence) یک منطقهٔ مسکونی در ایالات متحده آمریکا است که در شهرستان جانسون، ایندیانا واقع شده‌است. پرووایدنس ۲۵۶٫۰۴ متر بالاتر از سطح دریا واقع شده‌است.